# Валерка, Ремка + ...
«Валерка, Ремка + ...» — український радянський короткометражний дитячий фільм режисера Валентина Козачкова. Знятий за сценарієм Радія Погодіна на Одеської кіностудії в 1970 році.

## Сюжет
Два першокласника Валерка і Ремка докладають усіх зусиль, щоб звернути на себе увагу Каті, дівчинки з їхнього двору. Валерка просить свого друга допомогти йому впоратися зі складним завданням. Він закоханий без розуму в Катю, але не знає як треба чинити в такій ситуації. Поки його вистачає тільки на визнання в простій формі — написаної в під'їзді фрази: «Валерка, Ремка + Катя = любов».

## У ролях
- Андрій Громов -  Валерка
- Петя Черкашин -  Ремко
- Лена Рябухина -  Катя Толстопятова
- Євген Весник -  батько Валерки
- Муза Крепкогорская -  мама Валерки
- Галина Бутовська -  епізод
- Андрій Думініка -  епізод
- О. Кашнева -  епізод
- С. Жаріков -  епізод

## Знімальна група
- Сценарист: Радій Погодін
- Режисер: Валентин Козачков
- Оператор: Фаїна Анісімова
- Композитор: Марк Лівшиць
- Художник: Галина Щербина